# Scutellinia pilatii
Scutellinia pilatii är en svampart som först beskrevs av Josef Velenovský, och fick sitt nu gällande namn av Svrcek 1971. Scutellinia pilatii ingår i släktet Scutellinia och familjen Pyronemataceae.  Arten är reproducerande i Sverige. Inga underarter finns listade i Catalogue of Life.